# Arbatské náměstí

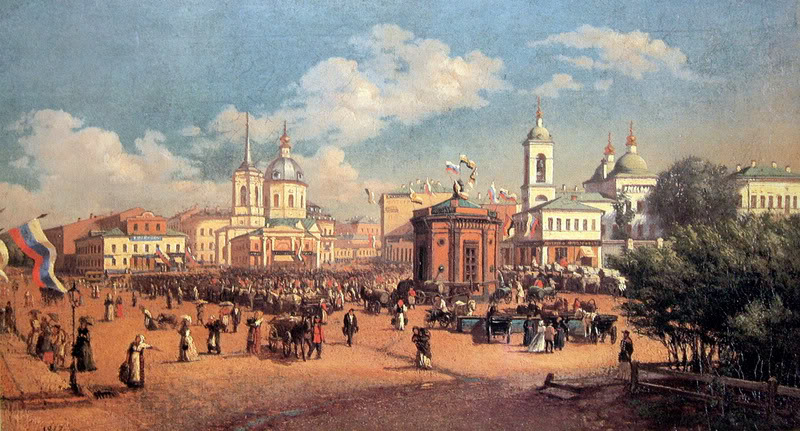
Arbatské náměstí na obraze A. P. Rosanova z r. 1877

Arbatské náměstí (rusky Арба́тская пло́щадь) je jedno z nejstarších náměstí v Moskvě. Nachází se v centru města, v místě, kde se setkávají Arbat, Nový Arbat a Bulvárový okruh.
V současné době mu dominuje Nový Arbat, rozsáhlá a rušná městská třída. Původně v 18. století se zde nacházela Arbatská brána tehdy opevněného starého města. Na počátku 19. století zde stálo dřevěné divadlo, které zničil, stejně jako ostatní okolní budovy, požár; od 40. let 19. století až do roku 1945 zde stála fontána. Po druhé světové válce bylo náměstí přebudováno ve stalinistickém stylu; na začátku 50. let však kvůli výstavbě stanice metra Arbatskaja, která se nachází pod ním, musela být jeho část uzavřena a sloužila jako stavební jáma. Úprava z 50. let pak byla odstraněna při další přestavbě v letech šedesátých a výstavbě Nového Arbatu.
Podle náměstí se právě měla původně stanice metra jmenovat.